# استخراج غیرمجاز داده
استخراج غیرمجاز داده (به انگلیسی: Data Exfiltration) زمانی اتفاق می‌افتد که بدافزار و/یا یک عامل مخرب انتقال غیرمجاز داده را از رایانه انجام دهد. معمولاً به آن اکستروژن داده یا صادرات داده نیز می‌گویند. استخراج غیرمجاز داده‌ها نیز نوعی سرقت داده در نظر گرفته می‌شود. از سال ۲۰۰۰، تعدادی از تلاش‌ها برای استخراج داده‌ها به شدت به اعتماد مصرف‌کننده، ارزش‌گذاری شرکت‌ها، و مالکیت معنوی کسب‌وکارها و امنیت ملی دولت‌ها در سراسر جهان آسیب وارد کرد.

## انواع داده‌های استخراج شده
در برخی از سناریوهای استخراج داده، ممکن است مقدار زیادی از داده‌های انباشته شده استخراج شود. با این حال، در این سناریوو سایر سناریوها، این احتمال وجود دارد که انواع خاصی از داده‌ها مورد هدف قرار گیرند. انواع داده‌هایی که هدف قرار می‌گیرند عبارتند از:
- نام‌های کاربری، رمزهای عبور مرتبط، و سایر اطلاعات مربوط به احراز هویت سیستم[۱]
- اطلاعات مرتبط با تصمیمات استراتژیک[۱]
- کلیدهای رمزنگاری[۱]
- اطلاعات مالی شخصی[۲]
- شماره‌های تأمین اجتماعی و سایر اطلاعات قابل شناسایی شخصی (PII)[۲]
- آدرس‌های پستی[۲]
- ابزارهای هک آژانس امنیت ملی ایالات متحده[۲]

## تکنیک‌های استخراج داده
عمدتاً چندین تکنیک توسط عوامل مخرب برای انجام استخراج داده‌ها استفاده می‌شود. تکنیک انتخابی به عوامل مختلفی بستگی دارد. اگر مهاجم به راحتی دسترسی فیزیکی یا دسترسی از راه دور خاصی به سروری که حاوی داده‌هایی است که می‌خواهد استخراج کند داشته باشد، شانس موفقیت او بسیار است. برای مثال، نصب کردن و اجرای بدافزاری که داده‌ها را بدون اینکه نیازی به دسترسی باشد به جایی دیگر انتقال دهد، برای یک مدیر سیستم نسبتاً آسان است. به‌طور مشابه، اگر کسی بتواند دسترسی فیزیکی به سرور داشته باشد، به‌طور بالقوه می‌تواند آن سرور را، بدزدد، یا به‌طور واقعی تر، داده‌ها را از سرور به یک دی وی دی یا درایو فلش یو‌اس‌بی منتقل کند. در بسیاری از موارد، عوامل مخرب نمی‌توانند به سیستم‌ها دسترسی فیزیکی داشته باشند. در این شرایط، آنها ممکن است حساب‌های کاربری را در برنامه‌های دسترسی از راه دور با استفاده از رمزهای عبور پیش‌فرض یا ضعیف هک کنند. در سال ۲۰۰۹، پس از تجزیه و تحلیل ۲۰۰ حمله استخراج داده که در ۲۴ کشور انجام شد، نرخ موفقیت ۹۰ درصدی را در هک شدن حساب‌های کاربری در برنامه‌های دسترسی از راه دور بدون نیاز به حملات بروت فورس، اعلام کردند. هنگامی که یک عامل مخرب این سطح دسترسی را به دست آورد، ممکن است داده‌های هدف را به جای دیگری منتقل کند.
علاوه بر این، اشکال پیچیده تری از استخراج داده‌ها وجود دارد. تکنیک‌های مختلفی را می‌توان برای پنهان کردن تشخیص توسط دیواره آتش شبکه استفاده کرد. به عنوان مثال، حمله ایکس‌اس‌اس (XSS) می‌تواند برای سوء استفاده از آسیب‌پذیری‌ها در برنامه‌های کاربردی وب برای ارائه یک عامل مخرب با داده‌های حساس استفاده شود. همچنین می‌توان از یک کانال زمان‌بندی برای ارسال چند بسته داده در یک زمان در فواصل زمانی مشخص استفاده کرد، به گونه‌ای که تشخیص و جلوگیری از آن برای دفاع‌های شبکه دشوارتر است.